# عليق (نبات)
العُلَّيْق (Rubus) ثَمَرة صالحة للأكل، يُنتجها عدد من الأنواع النباتية من جنس العليق من الفصيلة الوردية، الاسم يطلق أيضًا على هذه النباتات نفسها.
الفرق بين التوت والعليق أن التوت شجرة كبيرة من دون أشواك، أما العليق فهو شجيرة شائكة متسلقة، يصل ارتفاعها إلى مترين.
بلغ الإنتاج العالمي من العليق في عام 2022 نحو 947,852 طن، تتصدرها روسيا بنسبة 22% من الإجمالي. يُزرع العليق في أوروبا الشمالية وأمريكا الشمالية ويُستهلك بطرق مختلفة، بما في ذلك الفاكهة الكاملة والمحفوظات والكعك والآيس كريم والمشروبات الكحولية. يُعتبر العليق مصدرًا غنيًا بفيتامين سي والمنغنيز والألياف الغذائية.

## الوصف النباتي
العليق هو ثمرة مجمعة، التي تتكون من العديد من الكرابل الصغيرة والمميزة، والتي تنشأ جميعها من زهرة واحدة. يتميز العليق عن أقاربه من العليق الأسود بالطوق ( الوعاء أو الساق)وما إذا كان يبقى مع الثمرة عند قطفها. في حالة العليق الأسود، يبقى الطوق مع الثمرة عند قطفها. بينما في العليق العادي، يبقى الطوق على النبات، مما يجعل الثمرة مجوفة من الداخل.
يُزرع العليق الأحمر لتلبية احتياجات سوق الفاكهة الطازجة ولأغراض التصنيع التجاري مثل الفاكهة المجمدة سريعًا بشكل فردي (IQF)، أو مهروسة، أو عصير، أو فاكهة مجففة التي تُستخدم في مجموعة واسعة من المنتجات الغذائية، مثل فطيرة العليق الأحمر. يتطلب العليق الأحمر أشعة شمس وفيرة وكميات كبيرة من الماء لتحقيق نموه المثالي. تنمو نباتات العليق بشكل أفضل في تربة جيدة التصريف بدرجة حموضة تتراوح بين 6 و7، مع توفر كمية كافية من المادة العضوية لتحسين قدرة التربة على الاحتفاظ بالمياه. رغم أهمية الرطوبة للنمو، إلا أن التربة الثقيلة والرطبة أو الري الزائد قد يؤدي إلى تعفن الجذور الناتج عن فطر اللفحة، والذي يُعد من أخطر المشكلات التي تواجه زراعة العليق الأحمر. باعتباره نباتًا مزروعًا في المناخات المعتدلة والرطبة، فإن العليق الأحمر سهل الزراعة ولكنه يميل إلى الانتشار بشكل مفرط إذا لم يُقلم بانتظام. غالبًا ما تظهر العليق الهارب في على شكل أعشاب ضارة في الحديقة، وتنتشر عن طريق البذور الموجودة في فضلات الطيور.
يبلغ وزن العليق الواحد من 3–5 غ (0.11–0.18 أونصة) وتتكون من حوالي 100 حسلة صغيرة، تتكون كل منها من لب كثير العصير وبذرة مركزية واحدة. يمكن لشجيرة العليق أن تنتج عدة مئات من العليق في السنة.
نبات بري دغلي شائك ممتد ساقه فرعاء متدلية يصل ارتفاعها إلى
مترين أوراقه بيضوية الشكل مركبة أزهاره بيضاء وثماره حمراء وسوداء مركبة، ينمو حول الأنهار.

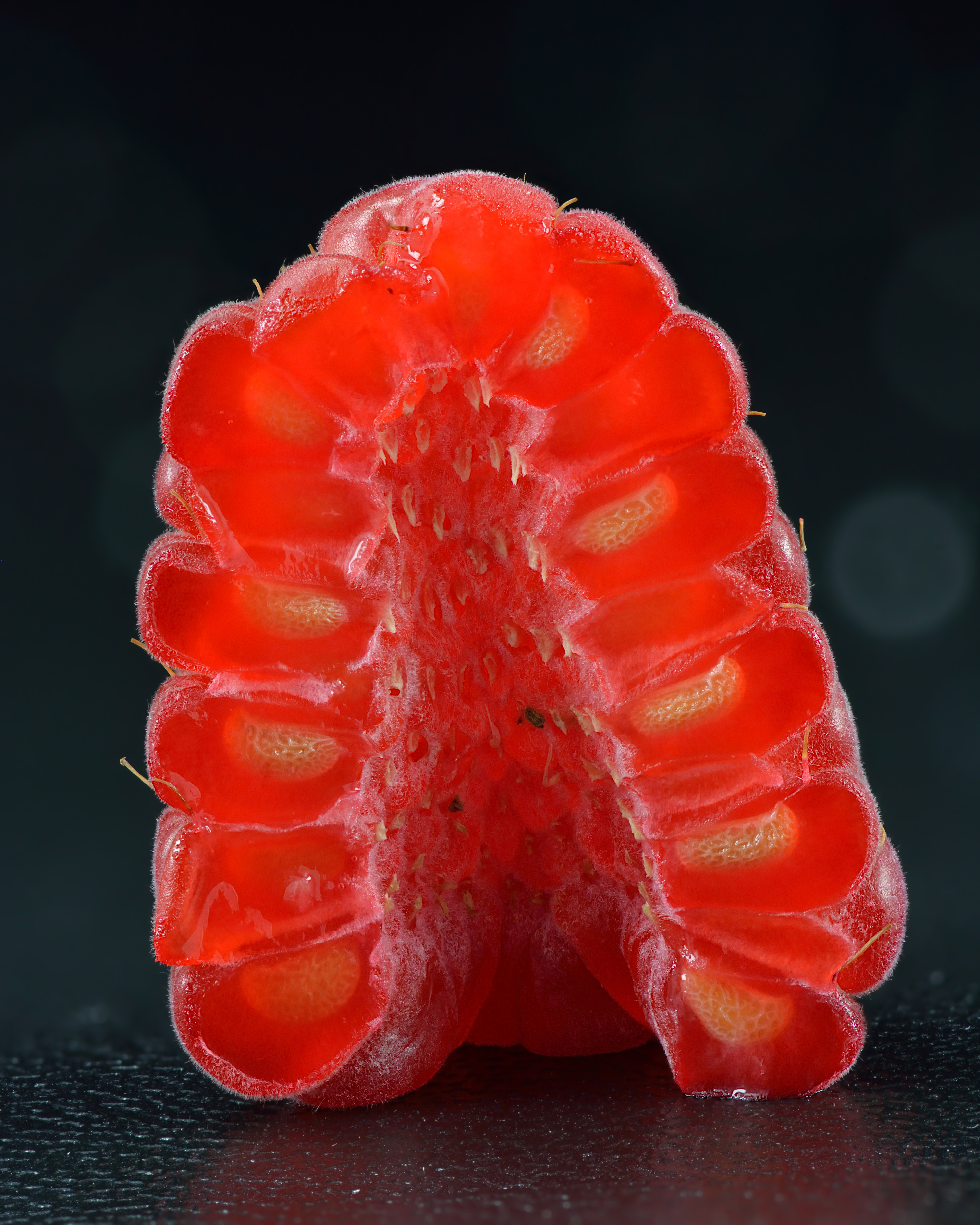
العليق مقسوم إلى نصفين، لا يبقى على شكل حلقة عند قطف الثمرة
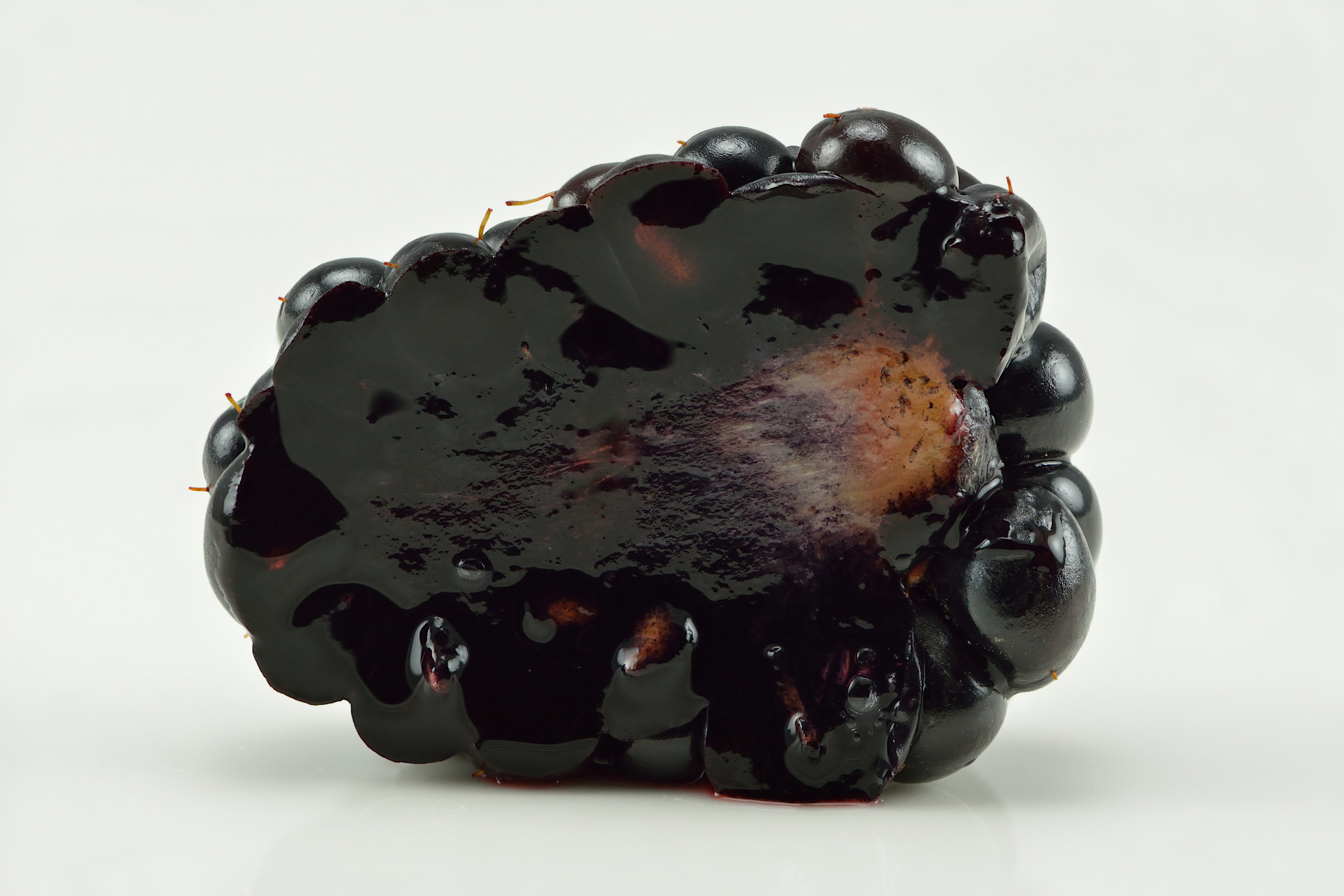
العليق الأسود مقسم إلى نصفين، تبقى الحلقة عند قطف الثمرة

## الأصناف

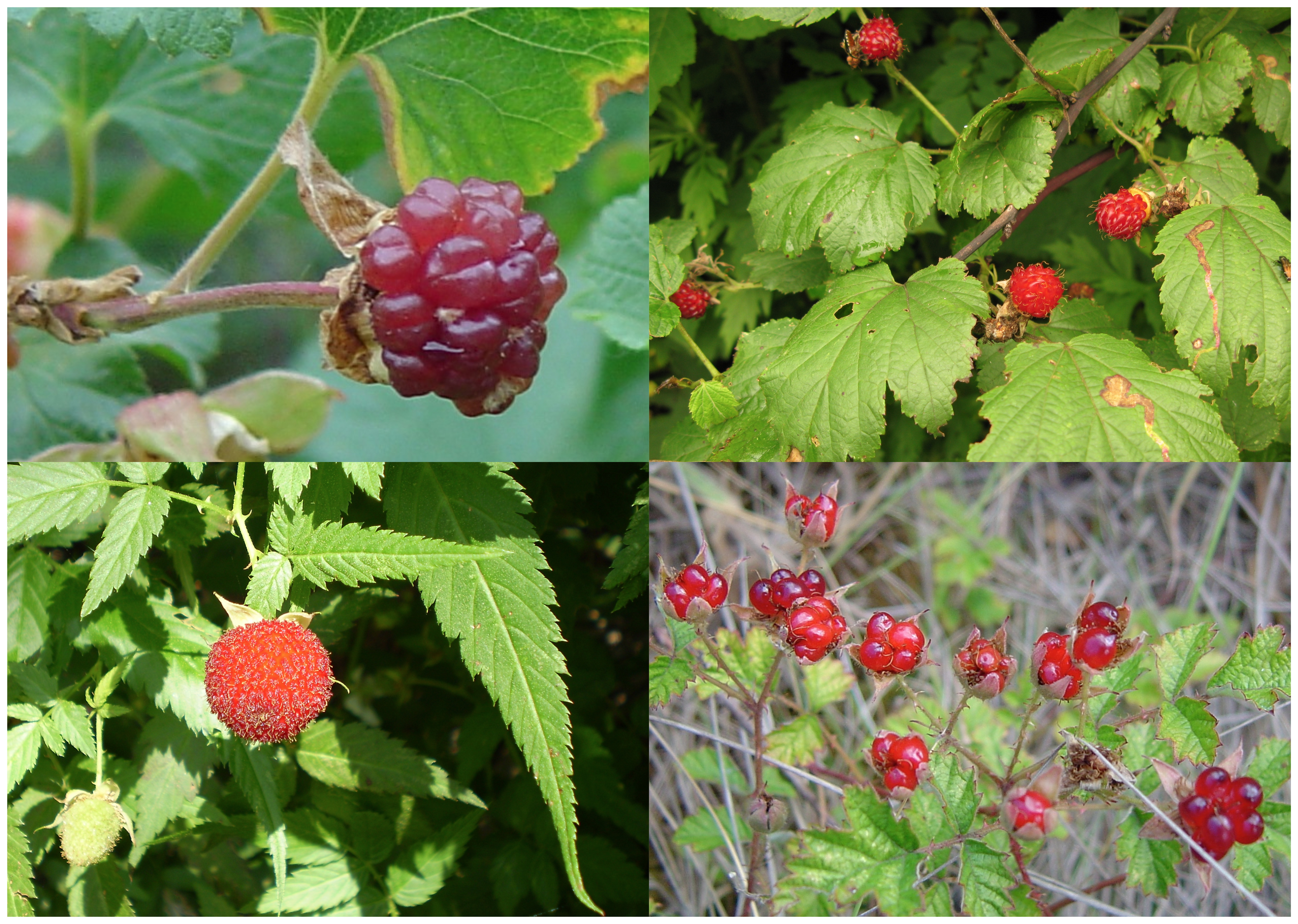
ثمرة أربعة أنواع من العليق. في اتجاه عقارب الساعة من أعلى اليسار: عليق لذيذ الشمول ، عليق زعروري الأوراق، العليق الأسترالي الأصلي، والعليق الموريشيوسي.

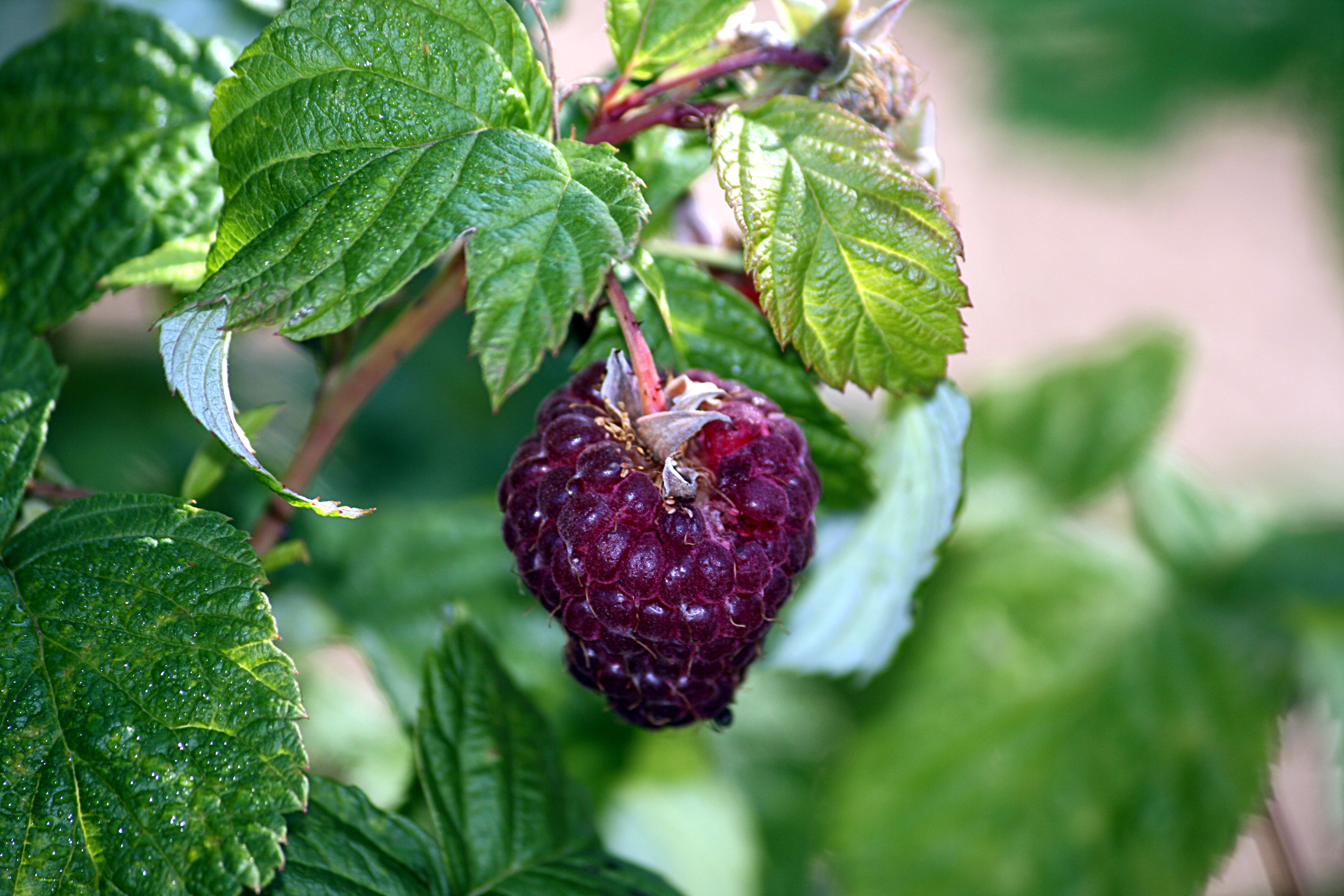
هجين العليق الأحمر ذو الثمار الأرجوانية

تتضمن أمثلة أنواع العليق في جنس العليق ما يلي:
- عليق زعروري الأوراق (العليق الآسيوي)
- العليق الجبلي التسماني [الإنجليزية] (Rubus gunnianus)
- العليق الأحمر (أو العليق الأحمر الأوروبي)
- العليق الأبيض [الإنجليزية] (أو العليق الغربي، العليق الأزرق، العليق الأسود)
- العليق الأسود (عليق الشمال)
- العليق البري الأسترالي [الإنجليزية] (العليق البري الأسترالي الأصلي)
- العليق الأحمر (عليق أحمر الهلب)
- عليق العليق الموريشيوسي [الإنجليزية] ( Rubus rosifolius )
- عليق قاسي الأوبار (العليق الأحمر الأمريكي)
- عليق العليق الهيمالايا الأصفر [الإنجليزية] ( Rubus ellipticus )
- العليق البري الجبلي [الإنجليزية] ( Rubus fraxinifolius ، ينمو في جنوب شرق آسيا والمحيط الهادئ)

تُصنف عديد أنواع العليق، في أجناس فرعية أخرى، بما في ذلك:
- عليق لذيذ الشمول (الجنس الفرعي أنوبلوباتوس )
- عليق عطر (عليق العليق المزهر، النوع الفرعي Anoplobatus )
- العليق الثلجي [الإنجليزية] (Rubus nivalis النوع الفرعي Chamaebatus )
- العليق القطبي الشمالي [الإنجليزية](Rubus arcticus، جنس Cyclactis )
- عليق الملوك [الإنجليزية] (Rubus sieboldii، جنس فرعي Malachobatus )

## الزراعة

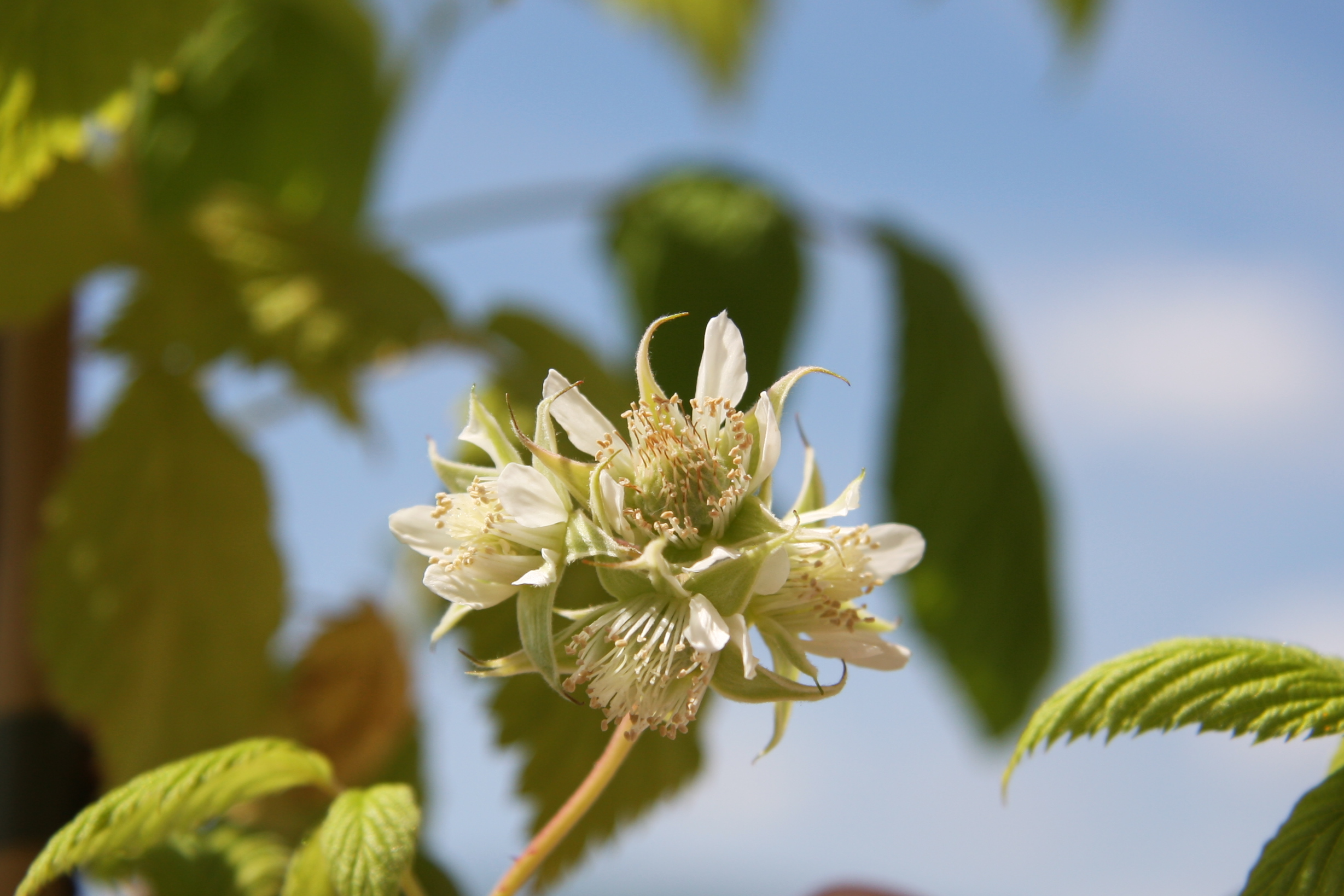
زهرة

يمكن زراعة أنواع مختلفة من العليق من مناطق الصلابة المناخية من 3 إلى 9. من المعتاد زراعة العليق في فصل الشتاء كقصب خامل، ولكن في الآونة الأخيرة أصبحت زراعة النباتات الطرية والناعمة المنتجَة باستخدام تقنية زراعة الأنسجة أكثر شيوعًا. هناك نظام إنتاج متخصص يُعرف باسم "إنتاج القصب الطويل"، حيث تُزرع القصب لمدة عام كامل في مناطق ذات مناخات شمالية مثل اسكتلندا، أوريغون، أو واشنطن. في هذه المناطق تُلبى متطلبات التبريد اللازمة لنمو البراعم بشكل صحيح. تُحفر بعد ذلك هذه القصب، بجذورها وكل شيء، لإعادة زراعتها في مناخات أكثر دفئًا مثل إسبانيا، حيث تزهر بسرعة وتنتج محصولًا مبكرًا جدًا في الموسم. تُزرع النباتات عادة بمعدل 2-6 نباتات لكل متر في تربة خصبة جيدة التصريف؛ وعادة ما تزرع العليق في أحواض/تلال مرتفعة لتجنب حدوث مشاكل تعفن الجذور.
جميع أصناف العليق لها جذور معمرة، لكن الكثير منها لا تحتوي على براعم معمرة. في الواقع، تحتوي معظم أنواع العليق على براعم ثنائية الحول (أي أن البراعم تنمو في موسم النمو الأول وتنمو الثمار على تلك البراعم خلال موسم النمو الثاني). يمكن أن تكون الزهور مصدرًا رئيسيًا لرحيق النحل والمُلقِّحات الأخرى.
يُعتبر نبات العُلَّيق من النباتات القوية التي يمكن أن تصبح غازية في بعض المناطق. يتكاثر هذا النبات عبر براعم قاعدية (تعرف أيضًا بالمصاصات)، وهي براعم تحت الأرض تمتد لتنمو جذورًا ونباتات جديدة مستقلة. يمكن لهذه البراعم أن تنتج قصبًا جديدًا على مسافات بعيدة نسبيًا عن النبات الأم، مما يجعل العليق قادرًا على الانتشار بسهولة، وقد يستولي على الحدائق إذا تركت دون مراقبة. يُنشر العليق في كثير من الأحيان باستخدام التعقيل، وسوف يتجذر بسهولة في ظروف التربة الرطبة.
تُحصد ثمار العليق عندما تنفصل بسهولة عن الطوق وتتحول إلى لونها العميق المميز (سواء كان أحمر، أسود، أرجواني، أو أصفر ذهبي حسب النوع والصنف). في هذه المرحلة تكون الثمار ناضجة وحلوة وجاهزة للاستهلاك.
يوفر إنتاج العليق في الأنفاق العالية فرصة لملء فجوات التوفر خلال أواخر الخريف وأواخر الربيع. كما تساعد هذه الأنفاق في حماية الأصناف الأقل تحملاً من العليق، حيث تبقى النباتات في فصل الشتاء في مناخات قد لا تكون مناسبة لها بخلاف ذلك. عادةً، تُزرع النباتات على مسافات متقاربة قبل إنشاء النفق لضمان النمو الأمثل.

## الفوائد الطبية
ثمارها تؤكل وتستعمل أوراقها في علاجات الطب الشعبي إذ
يستعمل كقابض، منق ويستعمل عصير الأفنان الغضة لآلام الجراح
كما تفيد الغرغرة في علاج أمراض الفم.

## الإنتاج
| روسيا            | 212 |
| المكسيك          | 174 |
| صربيا            | 116 |
| بولندا           | 105 |
| الولايات المتحدة | 76  |
| العالم           | 948 |

في عام 2022، بلغ الإنتاج العالمي من العليق 947.852 طن، تتصدرها روسيا بنسبة 22% من الإجمالي (الجدول). وكان المنتجون الرئيسون الآخرون هم المكسيك وصربيا وبولندا والولايات المتحدة.

## أنواع شائعة
- العليق الأحمر
- العليق الأسود
- العليق الأمريكي